# Grissom (månkrater)
Grissom är en nedslagskrater på månens baksida. Grissom har fått sitt namn efter den amerikanske astronauten Virgil I. Grissom.

## Satellitkratrar
| Grissom | Latitud | Longitud | Diameter |
| ------- | ------- | -------- | -------- |
| K       | 49.5° S | 145.7° V | 26 km    |
| M       | 49.1° S | 145.7° V | 38 km    |